# Орден Золотого руна (Грузія)
Орден Золотого руна (груз. ოქროს საწმისის ორდენი) — державна нагорода Грузії, заснована рішенням Парламенту Грузії № 1501 від 26 червня 1998 для нагородження іноземних громадян та осіб без громадянства за значні заслуги перед Республікою Грузія. Орден Золотого руна вручається за заслуги в суспільній, громадянській, державній та міжнародній діяльності.

## Положення про нагороду
Орден Золотого руна вручається іноземним громадянам та особам без громадянства, за значний внесок у справу державного устрою Республіки Грузія, її національної безпеки, суверенітету та територіальної цілісності, формування демократичного та вільного суспільства, встановлення корисних двосторонніх відносин із зарубіжними країнами та міжнародними організаціями, захист прав грузинських громадян, що живуть за кордоном, популяризацію грузинської культури, розвиток грузинської науки та мистецтва.

## Деякі нагороджені
1. Сулейман Демірель — 9-й президент Туреччини (1999)
2. Герхард Шредер — 33-й Федеральний канцлер Німеччини (2000)
3. Гейдар Алієв — 3-й президент Азербайджану (2001)[2]
4. Хуан Антоніо Самаранч — 7-й президент МОК (2001)[3]
5. Єлизавета II — королева Великої Британії та Північної Ірландії (2002)[4]
6. Карімов Іслам Абдуганійович — 1-й президент Узбекистану (2003)[5]
7. Расул Гамзатов — поет (2003)[6]
8. Кірсан Миколайович Ілюмжинов — 1-й президент Калмикії (2003)[7]
9. Варфоломій I — Патріарх Константинопольський (2007)[8]
10. Тоомас Гендрік Ільвес — 4-й президент Естонії (2007)[9]
11. Кюршад Тюзмен[tr] — державний міністр Туреччини (2009)[10]
12. Нередін Челмід — турецький бізнесмен (2009)[11]
13. Саргсян Серж Азатович — 3-й президент Вірменії (2009)[12]
14. Аллахшукюр Паша-заде — Глава Управління мусульман Кавказу (2009)[13]
15. Метью Брайза — представник Держдепартаменту США (2009)[14]
16. Ющенко Віктор Андрійович — 3-й президент України (2009)[15]
17. Марі-Анн Іслер Бегін[en] — депутат Європарламенту (2009)[16]
18. Несік Боскір — професор, засновник турецького університету в Грузії (2009)[17]
19. Джанні Букікіо — президент Венеційської комісії Ради Європи (2010)[18]
20. Хав'єр Солана — глава Європейського агентства з оборони (2010)[19]
21. Строуб Телботт — заступник держсекретаря США в 1994–2001. (2010)[20]
22. Реджеп Таїп Ердоган — 36-й прем'єр-міністр Туреччини (18 травня 2010)[21]